# Amaṭlîch
Amaṭlîch är en sanddyn i Mauretanien. Den ligger i den västra delen av landet, 240 km nordost om huvudstaden Nouakchott. Amaṭlîch ligger 100 meter över havet.
Terrängen runt Amaṭlîch är mycket platt.  Trakten runt Amaṭlîch är nära nog obefolkad, med mindre än två invånare per kvadratkilometer. Det finns inga samhällen i närheten. Trakten runt Amaṭlîch är ofruktbar med lite eller ingen växtlighet.